# The Crimson Ghosts
The Crimson Ghosts ist eine deutsche 2001 gegründete Horrorpunk-Musikgruppe aus Köln.

## Geschichte
Durch Bekanntschaften aus ihren ehemaligen Bands und ihrem Umfeld fanden sich die Mitglieder der Crimson Ghosts 2001 zusammen und begannen als Misfits-Coverband. 2003 wurde der Kontakt zum Horrorpunk-Label Fiend Force hergestellt und ein Plattenvertrag unterzeichnet.
Seither wurden etliche Auftritte in Deutschland und dem Ausland, u. a. mit populären Gruppen wie Misfits, Biohazard, Toy Dolls, Dropkick Murphys und GBH gespielt, sowie diverse Shows auf großen Festivals wie dem Nord Open Air, dem Wave-Gotik-Treffen und dem tschechischen Mighty Sounds absolviert. 2006 wurde erstmals mit Blitzkid getourt, sowie im Jahre 2007 die „Hellnight 2007“-Tour mit Shadow Reichenstein, The Deep Eynde und The Spook angetreten. 2010 fand im Rahmen des Generation Gore Releases eine selbstorganisierte Tour durch Deutschland, Polen und Tschechien statt.
Ende 2008 vollzog sich der Wechsel zum Label Contra-Light-Records, welches man nach der Split-EP Bloodgods mit der englischen Band Army of Walking Corpses wieder verließ.
Aus gesundheitlichen Gründen verließ Schlagzeuger und Gründungsmitglied Reverend Anfang 2016 die Band. Am 21. April 2016 wurde als Nachfolger des ausgeschiedenen Reverend und neues festes Bandmitglied der in der Horrorpunkszene bisher unbekannte Schlagzeuger Suem bekanntgegeben. Suem verließ nach einem halben Jahr überraschend die Band und wurde durch Demon ersetzt, den man schon von seiner Band Hellgreaser kannte. Nach einem knappen Jahr inkl. einer Tour durch Deutschland und Russland musste auch Demon die Band verlassen. Festes Mitglied ist nun seit dem 25. Januar 2018 Old Nick, welcher auch auf dem neuen Album Yet Not Human aufgeführt wird.

## Diskografie

### Alben
- 2005: Leaving the Tomb (CD/LP)
- 2006: Carpe Mortem (CD/LP)
- 2008: Dead Eyes Can See (CD/LP)
- 2010: Generation Gore (CD/LP)
- 2018: Yet Not Human (CD/ LP/ MC)
- 2023: Forevermore (CD/ LP/ MC)

### EPs
- 2009: Sharing Prey (7"-Split mit DieMonsterDie, limitiert auf 666 Exemplare)
- 2012: Bloodgods (7"-Split mit Army of Walking Corpses)

### Demos
- 2002: 10-Lieder-Demo-CD (Misfits-Coverversionen)
- 2003: Unbetitelte 5-Lieder-Promo-CD
- 2004: Unbetitelte 3-Lieder-Promo-CD

### Musikvideos
- 2006: Somewhere in a Casket
- 2009: Bloodred
- 2010: Unleashed
- 2018: Don´t follow
- 2018: Nearly free

Bilder

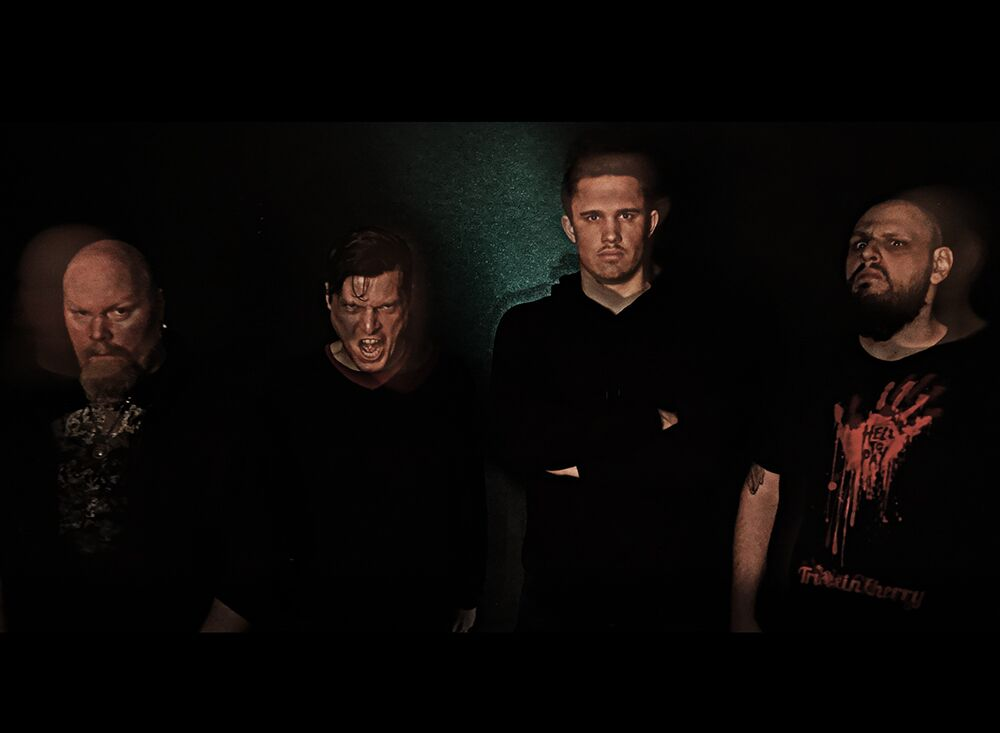
The Crimson Ghosts 2018
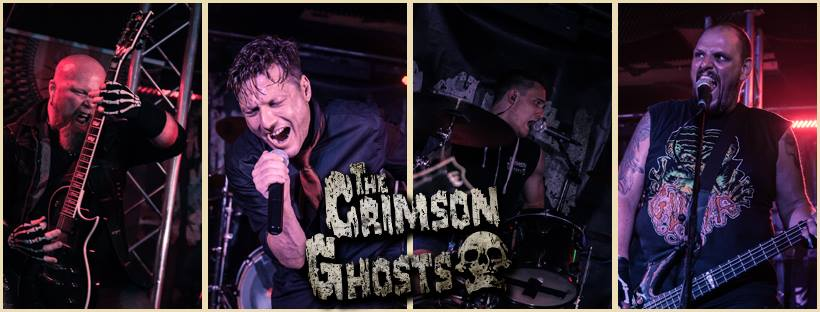
Live but undead on stage
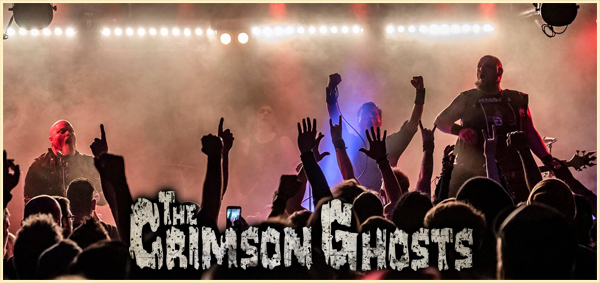
Live but undead on stage